# Al-Qaïda
Al-Qaïda (arabe : القاعدة al-qāʿida, littéralement « la base ») est une organisation terroriste islamiste fondée en 1987 par le cheikh Abdallah Yusuf Azzam et son élève Oussama ben Laden. D'inspiration salafiste djihadiste, Al-Qaïda a ses racines chez des penseurs islamistes radicaux tels qu'Abou Qatada, Abou Moussab al-Souri ou Abou Mohammed al-Maqdissi. Il considère que les gouvernements « croisés » (occidentaux), avec à leur tête celui des États-Unis, interfèrent dans les affaires intérieures des nations islamiques et ce dans l'intérêt unique des sociétés occidentales. Il a recours au terrorisme pour faire entendre ses revendications. Bien qu'Al-Qaïda soit le nom le plus communément utilisé, le groupe s'exprime en 2003 sous le nom de Qaïda al-Jihad, soit : « La base du jihad » (قَاعِدَة ٱلْجِهَاد, qāʿida al-jihād).
Al-Qaïda émerge de l'organisation Maktab al-Khadamāt, constituée pendant la première guerre d'Afghanistan par Azzam pour alimenter la résistance afghane contre les forces armées d'URSS. Maktab al-Khadamāt servait à relayer de multiples dons en provenance de pays islamiques.
Depuis le retrait des Soviétiques, les actions revendiquées au nom d'Al-Qaïda sont considérées comme des actes terroristes par l'essentiel des États et des observateurs de l'ONU. Le groupe est placé sur la liste officielle des organisations terroristes des États-Unis, du Canada, de l'Union européenne, du Royaume-Uni, de l'Australie, de la Russie, de l'Inde et de la Turquie.
Sans dresser de liste officielle, la France considère elle aussi Al-Qaïda comme groupe terroriste. L'ONU fait paraître une liste des entités et des personnes proches d'Al-Qaïda, à ce titre sanctionnées par le Conseil de sécurité des Nations unies. L'UE met elle aussi en place des « mesures restrictives » contre Al-Qaïda et les groupes associés. La plus retentissante opération menée par Al-Qaïda prend place sur le sol américain le 11 septembre 2001. Viennent ensuite les attentats du 16 mai 2003 à Casablanca, les attentats du 11 mars 2004 à Madrid et ceux du 7 juillet 2005 à Londres.

## Histoire

### Origines

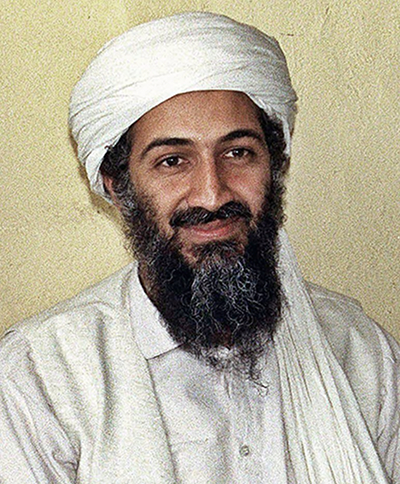
Oussama ben Laden en 1997.

À l'origine, Al-Qaïda est fortement lié à la première guerre d'Afghanistan. Le Maktab al-Khadamāt (MAK), créé par Abdallah Azzam en 1980, organise et entraîne les moudjahidines avant de les envoyer en Afghanistan. Le MAK est soutenu par d'autres organisations islamistes, des organisations caritatives et par la CIA qui déploie dans cette période une politique interventionniste dans le souci d'enrayer et d'abattre la puissance de l'URSS, désignée comme « Empire du Mal » par l'administration Reagan, notamment par le soutien aux groupes de toute nature qui peuvent déstabiliser les régimes supposés proches de Moscou. En 1986, Oussama ben Laden, ancien étudiant d'Abdallah Azzam, qui finançait depuis 1982 l'activité du groupe, rejoint le front.
En août 1988, deux réunions regroupant notamment Abdallah Azzam, Oussama ben Laden, Ayman al-Zaouahiri et Mohammed Atef ont lieu pour déterminer l'orientation future du djihad. Les participants s'accordent pour créer une nouvelle organisation pour continuer le djihad après le retrait des Soviétiques d'Afghanistan, mais sans préciser quels seront ses buts exacts. L'organisation est initialement appelée Al-Qaïda al-askariya (« la base militaire »). Oussama ben Laden a expliqué l'origine de ce terme dans une vidéocassette avec le journaliste Tayseer Alouni, pour Al Jazeera, en octobre 2001 : « Le nom d’Al-Qaïda fut établi il y a longtemps et par hasard. Le défunt Abu Ebeida El-Banashiri avait établi les camps d'entraînement pour nos moudjahiddines contre le terrorisme de la Russie. Nous avions l'habitude d'appeler le camp d'entraînement « la base », soit « Al-Qaïda » ». Le camp d'entrainement en question se trouvait près de Jalalabad.
En novembre 1989, Abdallah Azzam est assassiné dans un attentat dont les responsables n'ont pas été identifiés. Cet assassinat pourrait être lié à une divergence sur la nature du djihad : Azzam s'opposait à des conflits entre musulmans. À la suite de la disparition d'Azzam, Al-Qaïda se retrouve dirigée essentiellement par des membres du djihad islamiste égyptien tels qu'al-Zaouhiri qui prônent le renversement des dirigeants arabes non-islamiques, en particulier celui de Hosni Moubarak en Égypte.
En 1989, Oussama ben Laden prend le contrôle du Maktab al-Khadamāt à la suite de la mort d'Abdallah Azzam.
Après la prise de Kaboul par les talibans en 1996, Ben Laden organise la formation des moudjahidines arabes, développant ainsi les réseaux de la mouvance Al-Qaïda.
Pour l'ensemble de la communauté internationale, Al-Qaïda existe[pas clair]. C'est une organisation poursuivie, entre autres, par le Conseil de sécurité des Nations unies, l'OTAN, l'Union européenne, l'Union africaine et le Conseil européen.
Les camps d'entraînement d'Al-Qaïda ont formé des milliers d'islamistes militants à travers le monde. À leur retour, les « Afghans » (moudjahidines partis en Afghanistan) appliquèrent plus tard leur entraînement dans différents conflits dans le monde comme en Algérie, en Tchétchénie, aux Philippines, en Égypte, en Indonésie, au Tadjikistan, en Somalie, au Yémen, dans les Balkans (Kosovo et en Bosnie-Herzégovine). Pour son financement, Al-Qaïda a bénéficié, entre autres, de l'appui de l'organisation « caritative » International Islamic Relief Organization. On peut faire remonter à février 1998 la date où Al-Qaïda cesse de n'être qu'un réseau pour devenir une réelle organisation. En effet, le 23 février 1998 est publié un « Appel au djihad pour la libération des Lieux saints musulmans » du Front islamique mondial pour le djihad contre les juifs et les croisés. Ce texte est signé par Oussama ben Laden, Ayman al-Zaouahiri (Jihad islamique égyptien), Ahmed Taha (Gamaa al-Islamiya), Moulana Mir Hamza (Jamiat Ulema-e-Pakistan), Abdel Salam Mohammed (Harkat-ul-Jihad-al-Islami/Bangladesh) et Moulana Fazil Al Ruhman Khalil (en) (Harkat-ul-Jihad-al-Islami/Bangladesh). Le texte proclame : « Tous ces crimes et exactions commis par les Américains représentent une déclaration de guerre franche contre Dieu, son prophète et les musulmans (…) En conséquence, et en accord avec les commandements d'Allah, nous publions la fatwa suivante à destination de tous les musulmans : « Tuer les Américains et leurs alliés civils et militaires est un devoir individuel pour chaque musulman qui peut le faire partout où il lui est possible de le faire jusqu'à la libération de la mosquée al-Aqsa et de la mosquée Al Haram de leur mainmise. » » C'est à cette époque qu'Al-Qaïda commence de réelles campagnes d'attentats : dès le mois d'août, deux ambassades américaines sont visées.
Le 15 octobre 1999, à la suite de ces exactions et de sa collusion avec l'émirat islamique d'Afghanistan des talibans, le conseil de sécurité met en place le Comité créé par la résolution 1267 (1999) chargé de la promotion de la lutte contre Al-Qaïda, les talibans et les personnes et entités qui leur sont associées à l'échelon mondial. Selon le journaliste Lawrence Wright, qui a reçu le prix Pulitzer pour The Looming Tower: Al-Qaïda and the Road to 9/11 (La Guerre cachée : Al-Qaïda et les origines du terrorisme), près de 80 % des membres d’Al-Qaïda en Afghanistan ont été tués pendant la phase initiale de la guerre d'Afghanistan de 2001 et deux tiers de ses cadres été capturés ou tués.

### Après le 11 septembre 2001

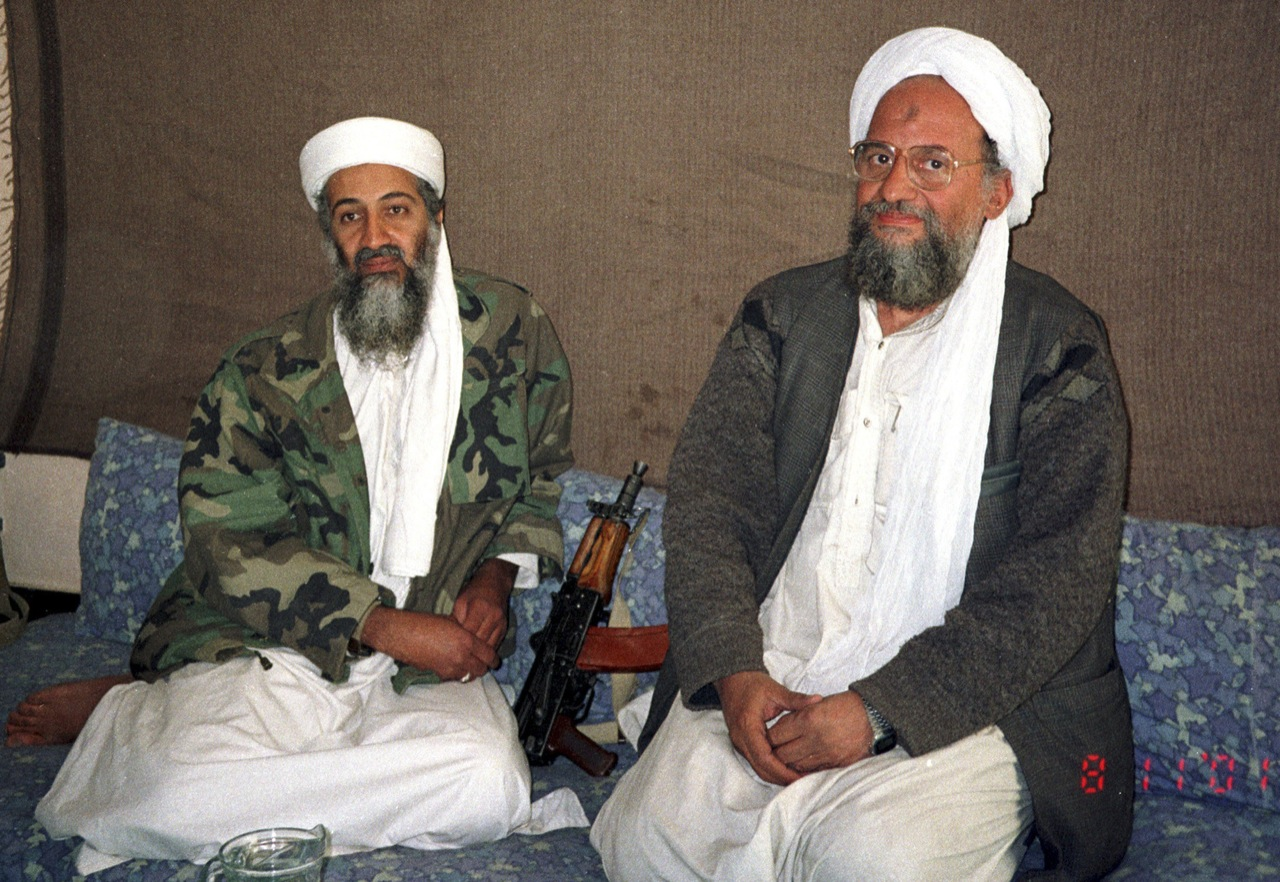
Oussama ben Laden et Ayman al-Zawahiri, lors d'une interview à Kaboul, le 8 novembre 2001.

Les attentats du 11 septembre 2001 constituent l'opération la plus retentissante d'Al-Qaïda. Ces attentats déclenchent aussi une réponse virulente des États-Unis, soutenus par d'autres pays. Ils envahissent l'Afghanistan fin 2001 dans le but déclaré d'anéantir Al-Qaïda. Celle-ci perd ses camps d'entraînement, et ses membres sont en fuite. La CIA, certains services secrets et les forces de l'ordre d'autres pays tentent de repérer et démanteler les groupuscules de membres d'Al-Qaïda dans le monde. Cette offensive dans la « guerre contre le terrorisme » a fortement affecté Al-Qaïda. Selon Alain Chouet, ancien directeur du service de renseignement de sécurité de la DGSE, « comme bon nombre de mes collègues professionnels à travers le monde, j'estime, sur la base d'informations sérieuses, d'informations recoupées, que Al Qaida est morte sur le plan opérationnel dans les trous à rats de Tora Bora en 2002 ».
Cette situation conduit à une mutation de la mouvance Al-Qaïda, qu'il est de plus en plus difficile de considérer comme une organisation structurée L'Al-Qaïda du 11 septembre pourrait ne plus exister, mais elle laisse place à des cellules locales indépendantes. Celles-ci, incapables d'organiser des attentats d'envergure, s'attaquent à des cibles vulnérables comme les rues de Casablanca ou les habitations de Riyad.
Ces cellules qui commettent des attentats dans leur propre pays ressortent d'une sorte de « franchisage » du « label » Al-Qaïda. Elles sont sans lien direct avec les chefs historiques d'Al-Qaïda, mais agissent au nom d'Al-Qaïda, ou leurs actions sont revendiquées après coup par Ben Laden ou al-Zaouhiri, ou encore, les autorités locales, la presse ou l'opinion publique attribuent l'action à Al-Qaïda. « Les cibles sont suffisamment larges (tout ce qui relève de la présence occidentale, du judaïsme ou des intérêts américains) pour qu’il se passe toujours quelque chose quelque part, donnant ainsi l’impression qu’Al-Qaïda est partout ».
Dans les années qui ont suivi, plusieurs mouvements ont fait allégeance à ben Laden et ont pris le nom d'Al-Qaïda :
- Al-Qaïda en Irak, issu du groupe d'Abou Moussab Al-Zarqaoui en 2004 ;
- Al-Qaïda au Maghreb islamique (AQMI), nouveau nom du GSPC qui a revendiqué les attentats du 11 avril 2007 à Alger ;
- Al-Qaïda dans la péninsule arabique (AQPA), branche d'Al-Qaïda au Yémen et en Arabie saoudite depuis 2009.

Le 10 juillet 2005, Abou Abd Al-Aziz, un lieutenant d'Al-Qaïda, a été arrêté à Bagdad, après un raid de l'armée américaine. Selon l'état-major américain, Abou Abd Al-Aziz était « un dirigeant d'une cellule terroriste à Bagdad ainsi qu'un responsable des opérations pour Al-Qaïda en Irak ». Le 14 juillet 2005, Khamis Farhan Khalaf Abed Al-Fahdawi, alias Abou Saba, a été arrêté à Ramadi en Irak. Il faisait partie du réseau Al-Qaïda en Irak. On le soupçonnait d'être responsable de l'assassinat de Ihab Al-Chérifet, chargé d'affaires égyptien, ainsi que d'un diplomate de Bahreïn.
En janvier 2006, sa branche irakienne participe à la fondation du Conseil consultatif des moudjahidines en Irak. Le 7 juin 2006, le chef d'Al-Qaïda en Irak Abou Moussab Al-Zarqaoui est tué pendant un raid aérien américain.
Parmi les « filiales » de ce réseau, Al-Qaïda dans la péninsule arabique (AQPA) dispose d'une branche média nommée Al-Malahem Media Production pour sa propagande.
Le 24 mars 2008, le no 2, Ayman al-Zawahiri, dans un message radiophonique — le troisième en une semaine — diffusé par le réseau as-Sahab, appelle les musulmans à de nouvelles attaques contre les intérêts juifs et américains dans le monde et de « surveiller les cibles, collecter de l'argent, apporter l'équipement, effectuer les préparatifs, et ensuite — en invoquant Allah — rechercher le martyre et le paradis »[réf. nécessaire]. Cependant, il règne une grande confusion sur la nature même d'Al-Qaïda. Tantôt dépeinte comme une organisation terroriste structurée dont Oussama ben Laden serait le chef, tantôt comme une nébuleuse de mouvements djihadistes ou encore comme un réseau de cellules terroristes indépendantes, nul n'est en mesure de définir clairement la structure d’Al-Qaïda.
Selon The Economist, Al-Qaïda serait sur la défensive depuis les attentats du 7 juillet 2005 à Londres : ses chefs sont isolés parmi des tribus du Pakistan, dans le but de se soustraire aux attaques des forces armées américaines, et ses supporteurs dénoncent publiquement son idéologie. Par ailleurs, les services secrets occidentaux sont convaincus qu’Al-Qaïda a tenté, sans succès, de faire exploser des avions transatlantiques en 2006.
Entre 2008 et 2009, onze des vingt personnes les plus recherchées du réseau ont été neutralisées. Les dirigeants intermédiaires ont quasiment tous disparu, la plupart ont été tués dans des attaques de drones.
Le 2 mai 2011, Oussama ben Laden, fondateur d’Al-Qaïda, est tué d'une balle dans la tête, à Abbottabad, non loin d'Islamabad au Pakistan, lors d'une opération militaire au sol qui a été ordonnée par le président Barack Obama et menée par une vingtaine de SEAL (commandos de l'US Navy). Son corps a été récupéré par les forces spéciales américaines qui l'auraient ramené en Afghanistan, avant d'immerger sa dépouille en haute mer au large des côtes pakistanaises. Le président des États-Unis a commenté la mort du terroriste lors d'une allocution le soir même. L'annonce a provoqué plusieurs manifestations patriotiques spontanées à travers tout le territoire américain.
La mort de Ben Laden constitue un coup dur pour l'organisation, qui perd sa figure la plus charismatique et emblématique. L'idéologue Ayman al-Zawahiri, considéré jusqu'ici comme le no 2 de la nébuleuse, ne bénéficie pas de la même aura. Néanmoins, Al-Qaïda enregistre encore des succès : en Syrie, le front al-Nosra a recruté 3 000 Syriens début 2016 ; au Yémen, AQPA accroît ses effectifs et contrôle une partie du territoire ; et en Somalie, le mouvement al-Shabbaab menace davantage le pouvoir central. De plus, ses principaux théologiens Abou Mohammed al-Maqdisi et Abou Qatada ont tous les deux retrouvé leur liberté.

## Attentats attribués à Al-Qaïda

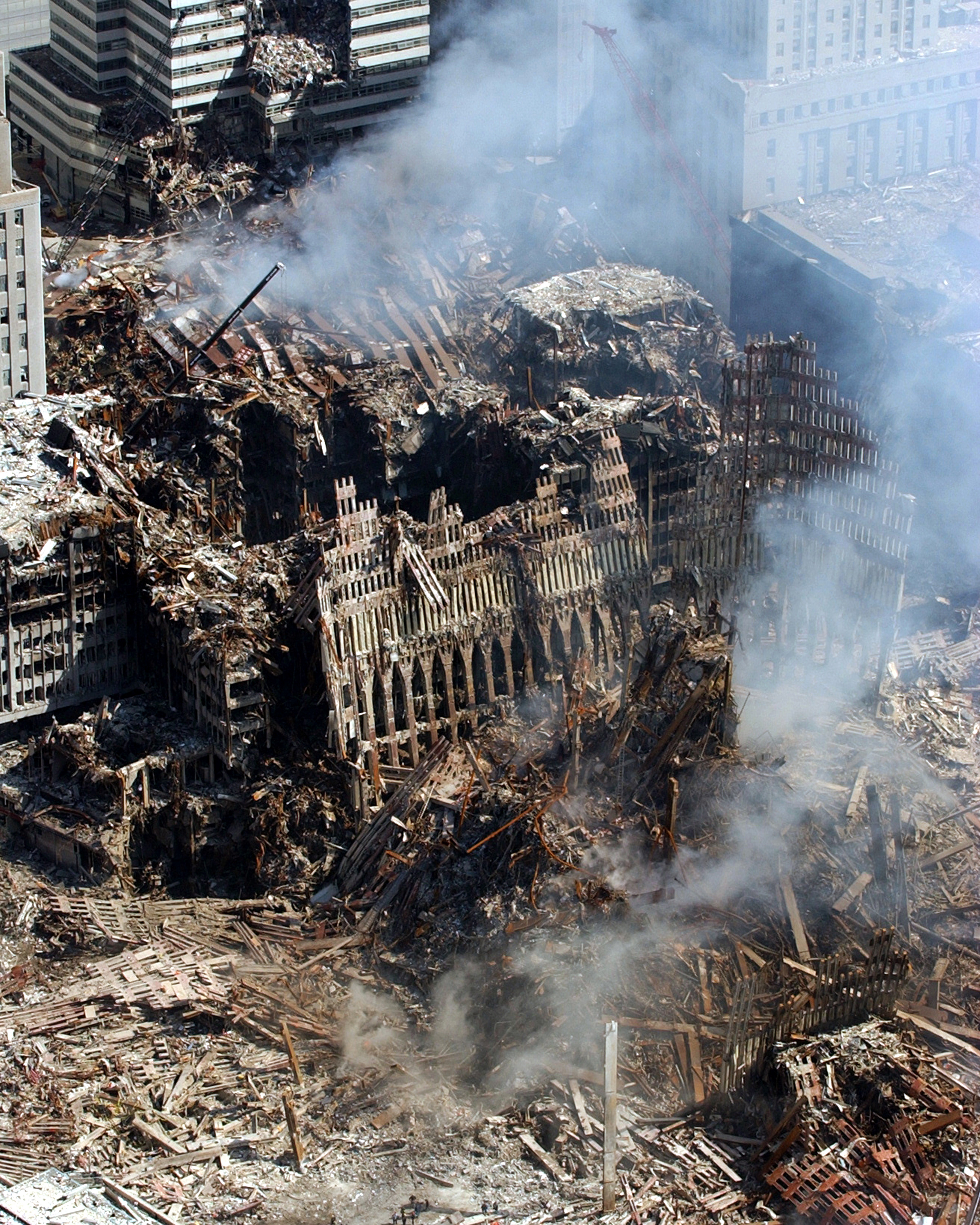
Décombres après les attentats du 11 septembre 2001.

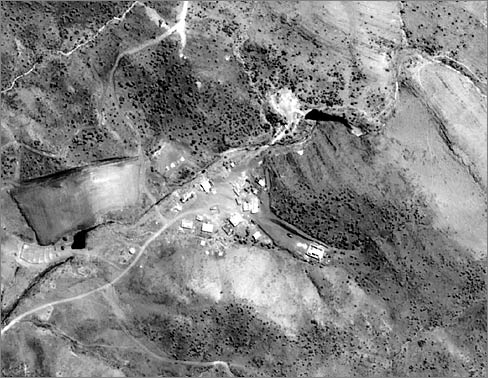
Image satellite d'un des camps d'entrainement d’Al-Qaïda en Afghanistan visé par les frappes américaines de 1998.

Al-Qaïda est soupçonnée d'être responsable des attaques à la bombe sur les ambassades des États-Unis de Nairobi (Kenya) et Dar es Salaam (Tanzanie) en août 1998, tuant plus de 300 personnes et blessant plus de 5 000 autres. Al-Qaïda avait aussi projeté des attaques contre les touristes américains et israéliens visitant la Jordanie lors des célébrations du millénaire ; toutefois, les autorités jordaniennes ont contrecarré les attaques prévues et ont mis en examen 28 suspects. Al-Qaïda a aussi tenté une attaque à la bombe à l’aéroport de Los Angeles pendant les vacances du millénaire, mais le porteur de la bombe a été arrêté à la frontière canadienne.
Sans doute impliquée dans les attaques à la bombe du World Trade Center en 1993 et contre le personnel militaire à Dhahran (Arabie saoudite), elle est aussi soupçonnée d'être responsable de l’attentat à la bombe contre le destroyer américain USS Cole en octobre 2000. La plus destructrice des actions attribuées à Al-Qaïda est la série d’attaques sur les États-Unis du 11 septembre 2001, une attaque que le porte-parole du groupe, Souleymane Abou Ghaith (en) aurait revendiqué sur une vidéo largement diffusée en octobre 2001. Ben Laden a, lui aussi, revendiqué le montage de cette opération, notamment à travers une vidéo où il explique les raisons de cette attaque aux Américains.
Alors qu'en mars 2014 il témoigne dans le procès qui lui est intenté à New-York pour « complot visant à tuer des Américains, complot visant à apporter un soutien à des terroristes et soutien matériel à des terroristes », Souleymane Abou Ghaith, qui est aussi le gendre d'Oussama ben Laden, explique qu'au soir du 11 septembre 2001 ce dernier lui aurait confirmé avoir organisé les attentats,.
Le 6 janvier 1995, le plan opération Bojinka a été arrêté.
Plusieurs attaques et tentatives d’attaques depuis le 11 septembre 2001 ont été attribuées à Al-Qaïda, y compris l’attentat raté à la chaussure piégée par Richard Reid (qui s'est déclaré partisan d’Oussama ben Laden), l’attentat contre la synagogue de Djerba en Tunisie, et des attentats manqués en Jordanie, en Indonésie, au Maroc et à Singapour. Le réseau a de plus été impliqué dans l’enlèvement et le meurtre du journaliste du Wall Street Journal Daniel Pearl et a été suspecté de complicité dans l’attentat à la bombe d'une boîte de nuit à Bali, en Indonésie.
En septembre et octobre 2001, à la suite de la découverte d’un projet d'attentat contre l'ambassade des États-Unis en France, des suspects ont été arrêtés.
Le 23 décembre 2001, Richard Reid a essayé de faire exploser le vol 63 d'American Airlines. Il a été maîtrisé et arrêté.
En 2002, les membres d'Al-Qaïda ont attaqué le Limburg au Yémen.
Al-Qaïda aurait un réseau d'influence mondial, avec des cellules dans un certain nombre de pays et des liens étroits avec les réseaux extrémistes sunnites. Ben Laden et ses lieutenants ont trouvé refuge en Afghanistan sous le régime des talibans dans les années 1990. Le groupe avait un grand nombre de camps d'entraînement là-bas, et à la fin des années 1990, les talibans eux-mêmes devinrent effectivement subordonnés à Al-Qaïda. Depuis l’attaque des États-Unis, des membres du groupe sont suspectés de fuir vers les zones tribales du Pakistan, dans la province de Khyber Pakhtunkhwa et le Baloutchistan.
Al-Qaïda entretient des relations très étroites avec nombre d'autres organisations terroristes islamistes comme le groupe indonésien extrémiste Jemaah Islamiyah.
Les spécialistes de l’organisation affirment que la structure non hiérarchisée du réseau d’Al-Qaïda est à la fois sa force et sa faiblesse. En effet, la structure décentralisée permet à Al-Qaïda d’avoir une base mondiale ; cependant, les actions impliquant un haut degré d’organisation, comme les attaques du 11 septembre, prennent beaucoup de temps et d’efforts à mettre en œuvre. Les efforts des États-Unis et des autres nations pour perturber l’organisation d’Al-Qaïda ont été des succès partiels. Les attaques menées par Al-Qaïda depuis lors ont en effet été plus simples, impliquant moins de personnes.
Le Conseil de sécurité des Nations unies a décidé à l'unanimité le 16 janvier 2002 d’établir un embargo et de geler les capitaux d’Oussama ben Laden et des talibans restants.
Le 7 janvier 2015, l'attentat à Paris dans les locaux du journal Charlie Hebdo est revendiqué une semaine plus tard par Al-Qaïda au Yémen dans une vidéo. Les frères Kouachi (Cherif Kouachi, Saïd Kouachi) sont entrés et ont tué douze personnes. Retrouvés deux jours plus tard dans une usine, ils sont abattus par le GIGN. Au même moment, un troisième terroriste (Amedy Coulibaly) tue quatre personnes dans une épicerie Hyper Cacher et prend en otage une quinzaine de personnes ; il est tué lors de l'intervention du RAID et de la BRI.

## Liste des principaux acteurs
- Saif al-Adel, (ancien chef par intérim à la suite de la mort de Ben Laden), responsable de la branche militaire d'Al-Qaïda.
- Ahmed al-Hisawi, nom de guerre Cheikh Saïd, responsable des finances depuis 1998.
- Mohammed Moustapha al-Yemeni, responsable opérationnel de la nébuleuse[27].
- Adnan al Khairi al Masri, chef du commandement général[27].

### Chefs régionaux ou émirs
- Abou Mohammed al-Joulani pour la Syrie. Fondateur du Front al-Nosra auquel à succédé Hayat Tahrir al-Cham, groupe qui s'est éloigné d'Al-Qaïda. Les djihadistes restés fidèles à cette alliance forment alors Tanzim Hurras ad-Din.
- Amin ul-Haq pour le sous-continent indien (région indo-pakistanaise).
- Farman Shinwari pour le Pakistan[28].
- Fahd al-Iraqi, pour la région frontalière entre l'Afghanistan et le Pakistan[29].
- Salah al-Awadi pour le Moyen-Orient[réf. souhaitée].
- Saoud al-Aouataybi pour le golfe Persique[réf. souhaitée].
- Abou Bakr al-Baghdadi al-Husseini al-Qurashi pour l'Irak (a fait scission en 2014 et crée l'État Islamique[30]).
- Moushin al-Fadhli, responsable pour l'Iran[31].
- Hamza Ali Saleh al Dhayani pour le Yémen[réf. souhaitée].
- Mohamed Nasser al-Wahchi, pour l'Afrique[réf. souhaitée].
- Iyad Ag Ghali, chef du Groupe de soutien à l'islam et aux musulmans (Sahel).
- Khalid Batarfi (en), chef d'Al-Qaïda dans la péninsule arabique.
- Ahmad Omar, chef d'Al-Shabaab (Somalie).
- Osama Mahmood, chef d'Al-Qaïda dans le sous-continent indien.

### Anciens chefs
- Mohammed Atef, ancien no 3, tué en Afghanistan au cours d'un bombardement américain fin 2001.
- Khalid Cheikh Mohammed, ancien no 3, arrêté au Pakistan en février 2003.
- Nabil Sahraoui, chef pour l'Algérie, tué en juin 2004.
- Habib Akdash pour le Grand Orient (Syrie, Jordanie, Liban, Turquie). Tué en 2004 lors d'un bombardement américain.
- Abdelkrim al-Medjati, chef pour le Maghreb et l'Europe, tué à Riyad en Arabie saoudite le 5 avril 2005.
- Abou Faraj al-Libbi, responsable des opérations extérieures, depuis avril 2004. Arrêté au Pakistan le 3 mai 2005.
- Abou Abd Al-Aziz, arrêté à Bagdad en juillet 2005
- Abou Saba de son vrai nom Khamis Farhan Khalaf Abed Al-Fahdawi, arrêté à Ramadi en juillet 2005.
- Abou Moussab al-Zarqaoui de son vrai nom Fadel Nazzal al-Khalayleh, chef pour l'Irak, tué à Bakouba au cours d'un bombardement américain le 7 juin 2006.
- Aereef Sumarso pour l'Asie du Sud-Est, arrêté en juin 2007 par la police indonésienne.
- Mehdat Mursi, nom de guerre Abou Khabab, responsable de la sécurité interne depuis 2002, il dirigeait la 55e brigade arabe. Tué au Pakistan le 28 juillet 2008.
- Abou Jihad al-Masri, propagandiste, tué au Pakistan le 31 octobre 2008.
- Fahid Mohammed Ally Msalam pour le Pakistan, tué le 1er janvier 2009 par un drone américain, avec son lieutenant Cheikh Ahmed Salim Swedan.
- Tohir Yo‘ldosh, chef pour l'Asie centrale. Tué au Waziristan par une attaque de drone américain le 27 août 2009.
- Saleh Ali Saleh Nabhan, commandant militaire en Somalie, tué le 14 septembre 2009.
- Saleh al-Somali, tué en décembre 2009.
- Abdul Haq al-Turkistani, membre du conseil exécutif et leader du Parti islamique du Turkestan, tué le 14 février 2010 par un drone américain au Pakistan.
- Abou Hamza Al-Mouhajer pour l'Irak (Al-Qaïda en Irak), tué lors d'une opération militaire dans les environs de Tikrit le 18 avril 2010.
- Hamid Daoud Muhammad Khalil al-Zawi, le chef de l'État islamique d'Irak, tué lors d'une opération militaire dans les environs de Tikrit le 18 avril 2010 par l'armée américaine.
- Moustapha Abou al-Yazid, alias « Saïd », chef pour l'Afghanistan, tué par un drone américain au Nord-Waziristan le 21 mai 2010.
- Cheikh Mohammad Fateh al-Masri pour l'Afghanistan[32]. Tué le 25 septembre 2010 à Datta Khel au Nord-Wazirisan par un drone américain.
- Oussama ben Laden, ancien no 1. Tué au Pakistan le 2 mai 2011, vers 1 h 30 du matin à la suite d'un assaut mené par des forces spéciales américaines dans un bâtiment fortifié d'Abbottabad.
- Fazul Abdullah Mohammed pour la Corne de l'Afrique depuis fin 2009[33], tué le 8 juin 2011 par la police somalienne.
- Atiyah Abd-al Rahman, ex-no 2, tué au Pakistan par un drone américain le 22 août 2011[34],[35].
- Abou Hafs al-Chahri, chef opérationnel de la nébuleuse pour le Pakistan[36]. Tué au Pakistan (Nord-Waziristan) par un drone américain le 11 septembre 2011.
- Badr Mansour, haut-responsable du Tehrik-e-Taliban Pakistan (TTP) et chef opérationnel d'Al-Qaïda pour le Pakistan[37], tué le 9 février 2012 par un drone américain à proximité de la frontière pakistano-afghane.
- Fahd Mohammed Ahmed al-Quso, chef des opérations extérieures d'Al-Qaïda dans la péninsule arabique (AQPA), tué par un drone américain au Yémen le 6 mai 2012[38].
- Abu Yahya al-Libi, ancien no 2[39], idéologue et porte-parole. Tué au Pakistan par un drone américain le 4 juin 2012[40].
- Moez Garsallaoui, recruteur pour Al-Qaïda en Europe, tué le 10 octobre 2012 par un drone américain à Mir Ali au Pakistan[41].
- Khaled ben Abdel Rahmane al-Hussaïnane, successeur présumé d'Abu Yahya al-Libi[42] et candidat potentiel à la succession d'Ayman al-Zawahiri à la tête de la nébuleuse[43], tué par un drone américain au Nord-Waziristan le 6 décembre 2012.
- Abdelhamid Abou Zeid, chef d'Al-Qaïda au Maghreb islamique pour la zone sahélienne, abattu près d'Aguel'hoc au Mali par un bombardement aérien français le 22 ou le 23 février 2013[44].
- Anas al-Liby, spécialiste informatique pour le compte d'Al-Qaïda et cerveau présumé des attentats contre les ambassades américaines en Afrique en 1998. Capturé au cours d'une action de contre-terrorisme menée conjointement par des commandos du FBI et des agents de la CIA à Tripoli en Libye, le 5 octobre 2013[45].
- Abou Khaled al-Souri, représentant d'Al-Qaïda en Syrie, médiateur entre le Front al-Nosra et l'État islamique en Irak et au Levant et ancien disciple d'Oussama ben Laden. Tué à Alep, dans un attentat-suicide, le 23 février 2014[46].
- Ibrahim Ben Shakaran, djihadiste marocain, ancien détenu de Guantanamo et recruteur pour le compte d'Abou Moussab al-Zarqaoui en Irak, tué en Syrie en avril 2014[47].
- Nasser Al-Wahishi, ancien no  2[48], Yéménite, ancien secrétaire d'Oussama ben Laden: Al-Qaïda dans la péninsule arabique, fusion des branches saoudienne et yéménite. Mort en juin 2015[49].
- Abdoullah Mouhab Radjab Abdoulrahman, dit Abou Kheir Al-Masri (en), numéro 2 d'Al-Qaïda, tué par un tir de drone américain dans la région d'Idleb en Syrie, le 26 février 2017[50],[51],[52],[53].
- Abdelmalek Droukdal pour l'Algérie (Al-Qaïda au Maghreb islamique). Tué le 3 juin 2020 au Mali par les forces spéciales françaises.
- Abou Mohamed al-Masri, responsable de la propagande et donc de la réalisation et de la diffusion des messages audio et vidéo. Tué le 7 août 2020 en Iran.
- Ayman al-Zawahiri, no 1 d'Al-Qaïda après la mort de Ben Laden et jusqu'à sa mort en juillet 2022, tué par une frappe aérienne américaine, à Kaboul.

## Thématique

### Le terrorisme comme moyen de réponse

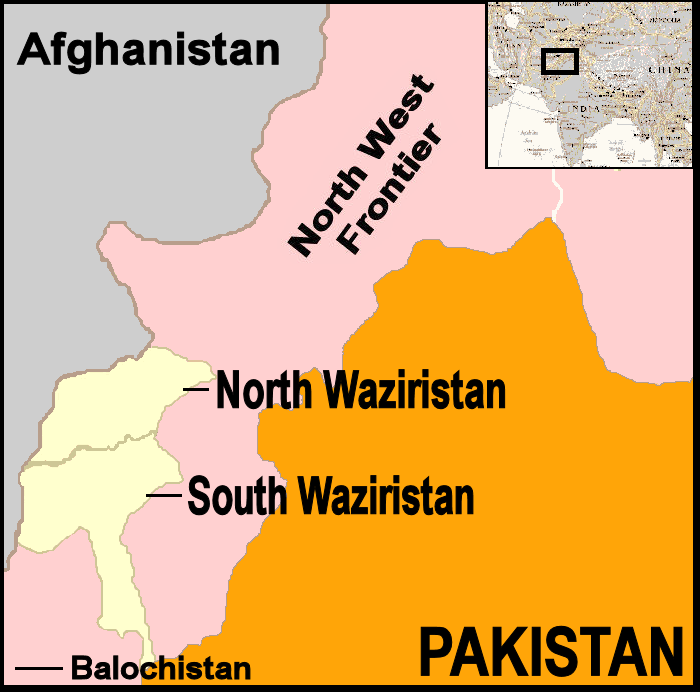
L'insurrection islamiste au Pakistan a opposé au Waziristan, qui fait partie des régions tribales, des membres d'Al-Qaïda et des talibans contre l'armée régulière pakistanaise, alliée des États-Unis, entre 2004 et 2006. Achevée en septembre 2006, l'arrêt des hostilités a coïncidé avec une reprise des violences en Afghanistan, de l'autre côté de la frontière. Cette guerre à redémarré en 2009.

Les adversaires des actions menées par les États-Unis et les pays occidentaux au Proche-Orient et dans le monde soutiennent que les actions du gouvernement américain (et de son allié israélien) ont provoqué une forte opposition parmi les peuples arabes et musulmans, et que le terrorisme est le stade ultime des réactions qui en résultent. Selon eux, ces actions sont notamment :
- le soutien des États-Unis à l'État d'Israël (en raison de son occupation de la Cisjordanie, du plateau du Golan en Syrie, et des fermes de Shebaa encore occupées au Liban) ;
- l'utilisation des bases saoudiennes par les forces alliées attaquant l'Irak en 1991 pour libérer le Koweït (à l'invitation de l'Arabie saoudite). Lieu de naissance de l'islam, la péninsule arabe est considérée comme une « Terre Sainte » pour les musulmans dont certains estiment que la présence de non-musulmans dans cette région est contraire à l'islam ;
- l'embargo de l'Irak décidé par les États-Unis à la suite de la guerre du Golfe, qui a compliqué l'approvisionnement en médicaments et entraîné la mort de plus de 500 000 enfants[54] irakiens[55],[56] ;
- les bombardements de l'Irak, en vertu des résolutions des Nations unies, par les États-Unis et le Royaume-Uni entre 1991 et la guerre en Irak de 2003 et que certains considèrent comme illégaux ;
- l'appui des États-Unis à certains dictateurs du Moyen-Orient, dont Saddam Hussein durant la guerre Iran-Irak entre 1980 et 1988 ;
- le bombardement par les États-Unis d'une usine pharmaceutique au Soudan en 1998 à la suite des attentats des ambassades américaines en Afrique suivi par un embargo sur des produits médicaux essentiels entraînant la mort de plusieurs milliers de personnes[réf. nécessaire].

### Les répercussions du terrorisme islamiste
Selon le géostratégiste Gérard Chaliand, le terrorisme islamiste n’est qu’un épiphénomène qui, bien que mobilisant fortement les médias et l’opinion publique, n’a pas de conséquences sur le cours de l’histoire. Toujours selon lui : que ce soit par les pertes humaines occasionnées finalement minimes en comparaison avec des guerres entre États, des effectifs mobilisés ou des conséquences politiques, son action n’a que des conséquences nulles ou quasi nulles, à la manière des terroristes anarchistes de la fin du XIXe siècle et du début du XXe siècle, aujourd’hui tombés dans l’oubli.
Antoine Sfeir a une analyse proche. Selon lui ben Laden a déjà échoué et ne réussira pas dans son projet principal qui est de rassembler l’essentiel du monde musulman du Maghreb au Machrek dans un califat recréé regroupant tous les croyants.
Les conséquences semblent plutôt indirectes et le fait des politiques sécuritaires ou des attitudes belliqueuses justifiées par la nécessité de lutter contre la « menace terroriste ». Cependant, de nombreux pays musulmans prennent peu à peu des orientations politiques et sociales plus en adéquation avec les préceptes islamistes, entraînant lentement mais sûrement une islamisation profonde de leurs populations[réf. nécessaire].

### L'argent d'Al-Qaïda
Le rapport du département du Trésor des États-Unis concernant les avoirs des terroristes évoque 8 millions de dollars d'avoirs d'Al-Qaïda bloqués en 2006 et 11 millions en 2007. « Une plainte déposée à New-York », sur kreindler.com le 20 mars 2017, au nom de 850 familles de victimes du 11 septembre, affirme que Al-Qaïda a bénéficié, à plusieurs reprises dans son histoire, d'un soutien financier apporté par des organisations non gouvernementales saoudiennes, en particulier l'International Islamic Relief Organization (IIRO), une ONG rattachée à la Ligue islamique mondiale, fondée par la famille royale saoudienne. Dans un livre de Guillaume Dasquié paru en 2005 est reproduite une note de la DGSE datée de janvier 2001 (« p. 95 du livre », sur guillaume-dasquie.fr) selon laquelle le camp terroriste de Darunta, situé en Afghanistan, a fonctionné grâce à des fonds versés par l'IIRO.
Selon le gouvernement afghan, l'argent qui permet à Al-Qaïda de mener ses combats proviendrait en grande partie de riches et pieux donateurs privés vivant dans la péninsule arabique. Il transite par la place financière de Dubaï : « Comment expliquez-vous qu'il n'y ait jamais d'attentat islamiste à Dubaï, terre d'islam où l'alcool coule à flots ? C'est très simple : certains pays arabes du Golfe ont acheté leur quiétude aux groupes terroristes ! ».
Selon un article du Sunday Times en date du 30 mars 2019, un groupe de « Britanniques asiatiques » a volé, sur une vingtaine d'années, des milliards de livres en provenance des fonds publics britanniques et a utilisé 1 % du produit des vols à financer Al-Qaïda. Les voleurs ont été aidés par le silence de fonctionnaires britanniques qui étaient au courant des faits.

### Scandales liés aux témoignages de certains experts
Le rôle de la CIA fait l'objet d'un débat, notamment à l'extrême gauche mais aussi dans le monde du renseignement : l'agence américaine aurait entraîné et donc donné naissance à l'organisation terroriste pour combattre les Soviétiques. Cette hypothèse fut défendue et développée le 8 juillet 2005 par Robin Cook, ancien ministre des affaires étrangères et député travailliste qui s'opposa violemment à l'intervention en Irak et à la politique pro-américaine de Tony Blair. Il affirma dans le Guardian : « Ben Laden fut le produit d'une erreur de calcul monumentale de la part des agences de renseignements occidentales. Il fut armé par la CIA pendant les années 1980 et financé par l'Arabie saoudite pour porter le jihad contre l'occupation russe en Afghanistan. Al-Qaïda, qui signifie littéralement la base, serait originellement les fichiers informatiques regroupant les milliers de moudjahidines recrutés et formés par la CIA pour vaincre les Russes ».
Maloy Krishna Dhar, ancien directeur adjoint du renseignement indien, affirme qu'Al-Qaïda aurait été organisé par l'ISI pakistanaise à la demande de la CIA et du MI6.
Le journaliste Seymour Hersh travaillant pour The New Yorker et qui avait déjà fait éclater le scandale de la prison d'Abou Ghraib, dans une conférence au Caire, a émis, le 25 février 2007, l'opinion que Dick Cheney, Elliott Abrams et le prince saoudien Bandar ben Sultan ben Abdelaziz Al Saoud continuent de financer des membres du réseau Al-Qaïda, dans des opérations secrètes au Liban et en Iran (deux pays à majorité chiite, le sunnisme n'est pas reconnu comme minorité religieuse en Iran), visant à déstabiliser ces deux pays en poussant à des luttes interconfessionnelles. Ils pousseraient également l'Iran à une manœuvre qui donnerait une raison à son attaque par les États-Unis.

#### Études
- Nafeez Mosaddeq Ahmed (trad. de l'anglais par Monique Arav et Kiersten Weeks), La guerre contre la vérité : 11 septembre, désinformation et anatomie du terrorisme, Paris, Éditions Demi-lune, coll. « Résistances », 2006, 512 p. (ISBN 978-2-952-55715-3, lire en ligne)
- Alain Bauer et Xavier Raufer, L'énigme Al-Qaida, Paris, JC Lattès, 2005, 345 p. (ISBN 978-2-709-62743-6)
- François Burgat, L'islamisme à l'heure d'Al-Qaida réislamisation, modernisation, radicalisations, Paris, La Découverte, 2005, 214 p. (ISBN 978-2-707-14679-3)
- Jason Burke (trad. de l'anglais par Laurent Bury), Al-Qaida : la véritable histoire de l'islam radical [« Al-Qaeda, casting a shadow of terror »], Paris, La Découverte, coll. « Cahiers libres », 2005, 315 p. (ISBN 978-2-707-14465-2)
- Guillaume Dasquié, Al-Qa'ida vaincra, Paris, Flammarion, 2005, 309 p. (ISBN 978-2-350-76035-3)
- Jürgen Elsässer (trad. de l'allemand par Fred Hissim, préf. Jean-Pierre Chevènement), Comment le djihad est arrivé en Europe : essai [« Wie der Dschihad nach Europa kam »], Vevey (Suisse) Paris, Xenia Les Belles lettres diff, coll. « Chaînon manquant », 2006, 302 p. (ISBN 978-2-888-92004-5)
- Roland Jacquard et Atmane Tazaghart, Ben Laden, la destruction programmée de l'Occident révélations sur le nouvel arsenal d'Al-Qaida, Paris, J. Picollec, 2004, 509 p. (ISBN 978-2-864-77204-0)
- Richard Labévière, Les coulisses de la terreur, Paris, Grasset, 2003, 365 p. (ISBN 978-2-246-63451-5)
- Éric Laurent, La face cachée du 11 septembre, Paris, Pocket, 2005, 270 p. (ISBN 978-2-266-15209-9)
- Alain Rodier, Al-Qaida, les connexions mondiales du terrorisme, Paris, Ellipses, 2006, 192 p. (ISBN 978-2-729-82829-5)
- Isabelle Sommier, Le terrorisme, Paris, Flammarion, coll. « Dominos » (no 210), 2000, 128 p. (ISBN 978-2-080-35715-1)
- Lawrence Wright (trad. de l'anglais américain par Anatole Muchnik, Prix Pulitzer, 2007), La guerre cachée : Al-Qaïda et les origines du terrorisme islamiste, Paris, Robert Laffont, 2007, 440 p. (ISBN 978-2-221-10864-2)
- Que disent les savants de l'Islam sur le Terrorisme ?, Le Comité des Grands Savants d'Arabie saoudite, éditions Anas, 2004  (ISBN 9960-36-560-3).

#### Documents
- Farhad Khosrokhavar, Quand Al-Qaïda parle : témoignages derrière les barreaux, Paris, B. Grasset, 2006, 421 p. (ISBN 978-2-246-67751-2)
- Gilles Kepel et Jean-Pierre Milelli, Al-Qaïda dans le texte : écrits d'Oussama ben Laden, Abdallah Azzam, Ayman al-Zawahiri et Abou Moussab al-Zarqawi, Presses universitaires de France, 2005, (ISBN 2130547710)
- Ayman Zawahiri (trad. de l'arabe par Jean-Pierre Milelli), L'absolution des oulémas et des moujahidines de toute accusation d'impuissance et de faiblesse [« Al-Tabri'a »], Crespières, Milelli, 2008, 282 p. (ISBN 978-2-916-59005-9)
- Arnaud Blin (edt.) et Simon Petermann (avant-propos) (préf. Arnaud Blin), Manuel pratique du terroriste : trouvé à Manchester en Angleterre en mai 2000, dans l'appartement d'un membre présumé d'Al-Qaida, Bruxelles, André Versaille, 2009, 190 p. (ISBN 978-2-874-95057-5)